# أنتونيو فيلوسو
أنتونيو فيلوسو (بالبرتغالية: António Veloso‏)، من مواليد 31 يناير 1957، لاعب كرة قدم برتغالي سابق، ومدرب كرة قدم برتغالي حالي.

لعب مع منتخب البرتغال لكرة القدم.

وإبنه كذلك يلعب كرة القدم في عدة نوادي أوروبية وكذلك في منتخب البرتغال وهو ميغيل فيلوسو.

## مسيرته الكروية
لعب أنتونيو فيلوسو خلال مسيرته الاحترافية مع ناديين في سبعة عشر موسمًا وسجل خلالها 12 هدفًا ضمن 477 مباراة. حيث فاز في ستة مواسم بالكأس وسبعة مواسم بالدوري.
خاض أنتونيو فيلوسو مسيرته مع نادي بيرا مار في موسم 1978–79 ولمدة موسمين، مشاركًا في 58 مباراة سجل خلالها 3 أهداف. ثم انتقل إلى نادي بنفيكا في موسم 1980–81 ليلعب معه خمسة عشر موسمًا، حيث شارك في 419 مباراة سجل خلالها 9 أهداف.

## روابط خارجية
- أنتونيو فيلوسو على موقع الاتحاد الدولي (مؤرشف)  (الإنجليزية)
- أنتونيو فيلوسو على موقع قاعدة بيانات كرة القدم.إي يو (الإنجليزية)
- أنتونيو فيلوسو على موقع ناشيونال فوتبول تيمز (الإنجليزية)
- أنتونيو فيلوسو على موقع عالم كرة القدم.نت (الإنجليزية)